# Туре, Мамаду
Мариу Мамаду Туре (порт. Mario Mamadou Touré; 1939, Португальская Гвинея — 1973, Португальская Гвинея) — участник антиколониальной борьбы в Португальской Гвинее, видный деятель ПАИГК. Был заключён португальскими колониальными властями в концлагерь Таррафал и завербован ПИДЕ. В январе 1973 года организовал в Конакри убийство Амилкара Кабрала. Арестован властями Гвинеи, осуждён и казнён.

## В движении за независимость
Ранние годы Мамаду Туре в открытых источниках практически не описаны. Упоминается, что в молодости он жил в Бисау и работал барменом в гостинице «Гранд-отель». Был активным сторонником независимости Гвинеи-Бисау.
Мамаду Туре вступил в ПАИГК, состоял в руководящем органе партии. Вёл активную организационную и пропагандистскую работу. Был известен как Момо. Поддерживал первого председателя Рафаэла Барбозу. В 1962 вместе с Рафаэлом Барбозой был арестован португальскими колониальными властями и заключён в концлагерь Таррафал.

## На службе в ПИДЕ
В Таррафале Мамаду Туре познакомился с агентом ПИДЕ Аристидешем Барбозой (однофамилец Рафаэла) и был завербован им. Этому способствовали выступления Рафаэла Барбозы за переговоры с генералом Спинолой. Туре вступил в созданную Барбозой организацию Front Uni de Libération (FUL) — Единый фронт освобождения, ориентированную на компромисс с Португалией. Работу на ПИДЕ Туре понимал как отстаивание идей Рафаэла Барбозы.
В 1969 году распоряжением Спинолы была освобождена группа политзаключённых, в том числе Мамаду Туре и Аристидеш Барбоза (этот жест публично поддержал Рафаэл Барбоза). Туре жил с женой в Бисау, работал в баре «Пеликан». Оставаясь тайным агентом португальской спецслужбы, восстановил членство в руководящем органе ПАИГК. Был принят для беседы губернатором Спинолой.
Мамаду Туре обладал авторитетом в партии, хотя его ориентация на Рафаэла Барбозу отвергалась большинством ПАИГК. Вступал в полемику с генеральным секретарём Амилкаром Кабралом, в частности, по вопросам соотношения в партии выходцев из Бисау и Кабо-Верде (Кабрал пользовался особой поддержкой представителей Кабо-Верде, что вызывало недовольство представителей континентальной Гвинеи-Бисау). Разногласия между Туре и Кабралом имели публичный характер, были известны соответствующим инстанциям СССР, Кубы, ГДР.

## Руководитель заговора
В 1970 отделение ПИДЕ (к тому времени переименованного в ДЖС) в Португальской Гвинее поручило Мамаду Туре организовать ликвидацию Амилкара Кабрала. Целью операции, получившей название Rafael Barbosa, являлся переворот в ПАИГК, приход к руководству более лояльных политиков и достижение компромисса между Португалией и национально-освободительным движением.
Агенты ПИДЕ/ДЖС Мамаду Туре, его брат Басиру Туре, Аристидеш Барбоза, Малан Нанко нелегально перебрались в Гвинею, где базировалось руководство ПАИГК. Переход был сопряжён с опасностями, особенно после того, как Аристидеш Барбоза убил свидетеля-проводника. В столкновении с пограничным патрулём был ранен Басиру Туре. Однако группа добралась до Конакри (вскоре туда же с помощью ПИДЕ/ДЖС пробралась и присоединилась жена Мамаду Туре).
Руководителем агентурной группы был Аристидеш Барбоза, через которого поддерживалась связь с отделением ПИДЕ/ДЖС в Бисау. Вторую позицию занимал Мамаду Туре, в задачу которого входили информационный мониторинг, публичное прикрытие и вербовка исполнителей убийства Кабрала. Группа установила связь с противниками Кабрала из числа функционеров ПАИГК и командиров FARP (в основном из военно-морских сил).
Эти действия были замечены службой безопасности ПАИГК. После тайного обыска, проведённого в жилище Туре, был поставлен вопрос о его аресте. В сентябре 1971 Мамаду Туре и Аристидеш Барбоза были помещены партийную тюрьму Монтанья. Однако, благодаря снисходительному отношению Кабрала (генеральный секретарь не хотел давать повод для обвинений в политических преследованиях), арест носил характер домашнего — ночёвка в камере при свободном дне.
К началу 1973 года против Амилкара Кабрала возник разветвлённый заговор, в центре которого стоял бывший командующий партизанским флотом Иносенсио Кани, бывший политкомиссар флота Инасио Соареш да Гама, бывший начальник снабжения FARP Луиш Тейшейра, начальник охраны генерального секретаря Мамаду Нджай, телохранитель генерального секретаря Кода Набонья. Мамаду Туре под контролем Аристидеша Барбозы координировал и направлял их действия. Руководящие указания поступали из Бисау от заместителя начальника отделения ПИДЕ/ДЖС Серафима Феррейры Силва.
19 января 1973 года через Мамаду Нджая стало известно, что Амилкар Кабрал знает о готовящемся покушении. Опасаясь провала, Мамаду Туре впал в истеричное состояние. Однако он быстро взял себя в руки по требованию Аристидеша Барбозы. На следующий день, 20 января 1973, Амилкар Кабрал был убит. Выстрелы, оказавшиеся смертельными произвели Иносенсио Кани и его боевик Бакар Кани.
Участники заговора рассчитывали захватить руководство ПАИГК. В ночь убийства Мамаду Туре и Аристидеш Барбоза командовали арестами сторонников Кабрала. После этого предполагалось отплыть из порта Конакри (под прикрытием португальских военных кораблей), добраться до контролируемых территорий и там объявить новый политический курс.

## Суд и смерть
Однако из всего комплексного плана удались только убийство Кабрала и захват некоторых его сторонников. Через несколько часов заговорщики были арестованы гвинейскими властями и предстали перед военным судом. Несколько десятков человек, в том числе Мамаду Туре, были приговорены к смертной казни.
Приговоры приводились в исполнение не в Гвинее, а на территориях Гвинеи-Бисау, контролируемых ПАИГК. Предполагалось, что Мамаду Туре будет расстрелян вместе с Басиру Туре и Аристидешем Барбозой, однако процедура не состоялась — приговорённые были насмерть забиты толпой.